# Terapia por ultrasonido

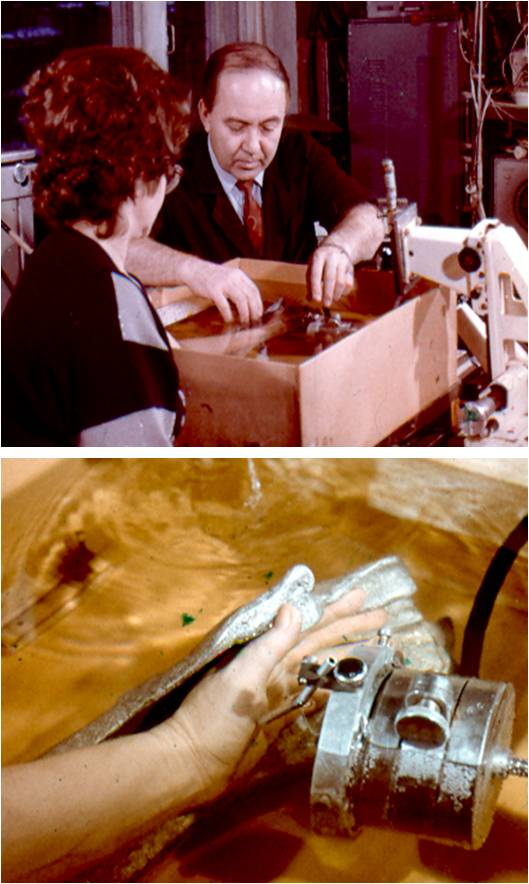
Estimulación de las estructuras de los receptores de la mano humana mediante pulsos de ultrasonido focalizados.

La terapia por ultrasonido se refiere a diversas prácticas sanitarias que usan ultrasonidos para tratar distintas afecciones, entre ellas afecciones traumatológicas, litiasis, varias formas de cáncer, hemostasia, trombólisis y para la administración transdérmica o localizada de medicamentos.
Hay poca evidencia de la efectividad de la ultrasonoterapia frente al tratamiento con placebo para tratar a pacientes con dolor o una variedad de lesiones musculoesqueléticas, o para promover la curación de tejidos blandos.

## Principales aplicaciones

### Fisioterapia
El ultrasonido en fisioterapia utiliza equipos que consiguen la emisión de ondas ultrasónicas mediante efecto piezoeléctrico por un cristal de cuarzo en el cabezal emisor. La compresión y dilatación cíclica produce ondas de frecuencia entre 1 y 3 MHz (Megaherzios o millón de ciclos por segundo), si bien se usan frecuencias entre 700 y 33000 hercios. La absorción máxima en tejidos blandos oscila en el rango de 2 a 5 cm, y la intensidad decrece cuando las ondas penetran más profundamente. Se absorben primariamente por el tejido conectivo: ligamentos, tendones , fascia y tejido de cicatrización.
Los beneficios del ultrasonido en este ámbito son de dos tipos: térmicos y no térmicos. Los efectos térmicos se deben al calentamiento por absorción de las ondas sonoras. Los efectos no térmicos se deben a cavitación, microinducción e inducción acústica. La cavitación resulta de la producción de burbujas microscópicas de aire, que transmiten las vibraciones de forma tal que estimulan la membrana celular aumentando su permeabilidad; también precipita la desgranulación de los macrocitos y la liberación de histamina para, de una manera controlada, iniciar la respuesta inflamatoria previa a toda regeneración fibroblástica, fenómeno que parece mejorar la capacidad de reparación celular en la respuesta a las inflamaciones.
Hay que tener presente que el ultrasonido es una terapia mecánica y no puede englobarse dentro del ámbito de terapias que utilizan el campo electromagnético como origen energético. El origen sónico de este tratamiento debe tenerse presente especialmente ante pacientes que presenten una especial debilidad ósea, fractura u osteoporosis, por el efecto de impacto que el sonido tiene en las superficies duras del organismo. La fijación del ultrasonido en un único punto puede traer como consecuencia la generación de los llamados "puntos calientes".
La fisioterapia ultrasónica suele recomendarse para tratamiento de procesos inflamatorios, articulares, lesiones del músculo y el tendón y otras como la algodistrofia simpático refleja. Se requiere de la utilización de un gel o una loción conductora para un mejor deslizamiento del cabezal, un óptimo desempeño en la terapia y una mejor absorción por el paciente. También existe la posibilidad de combinarla con distintas modalidades de electroterapia.

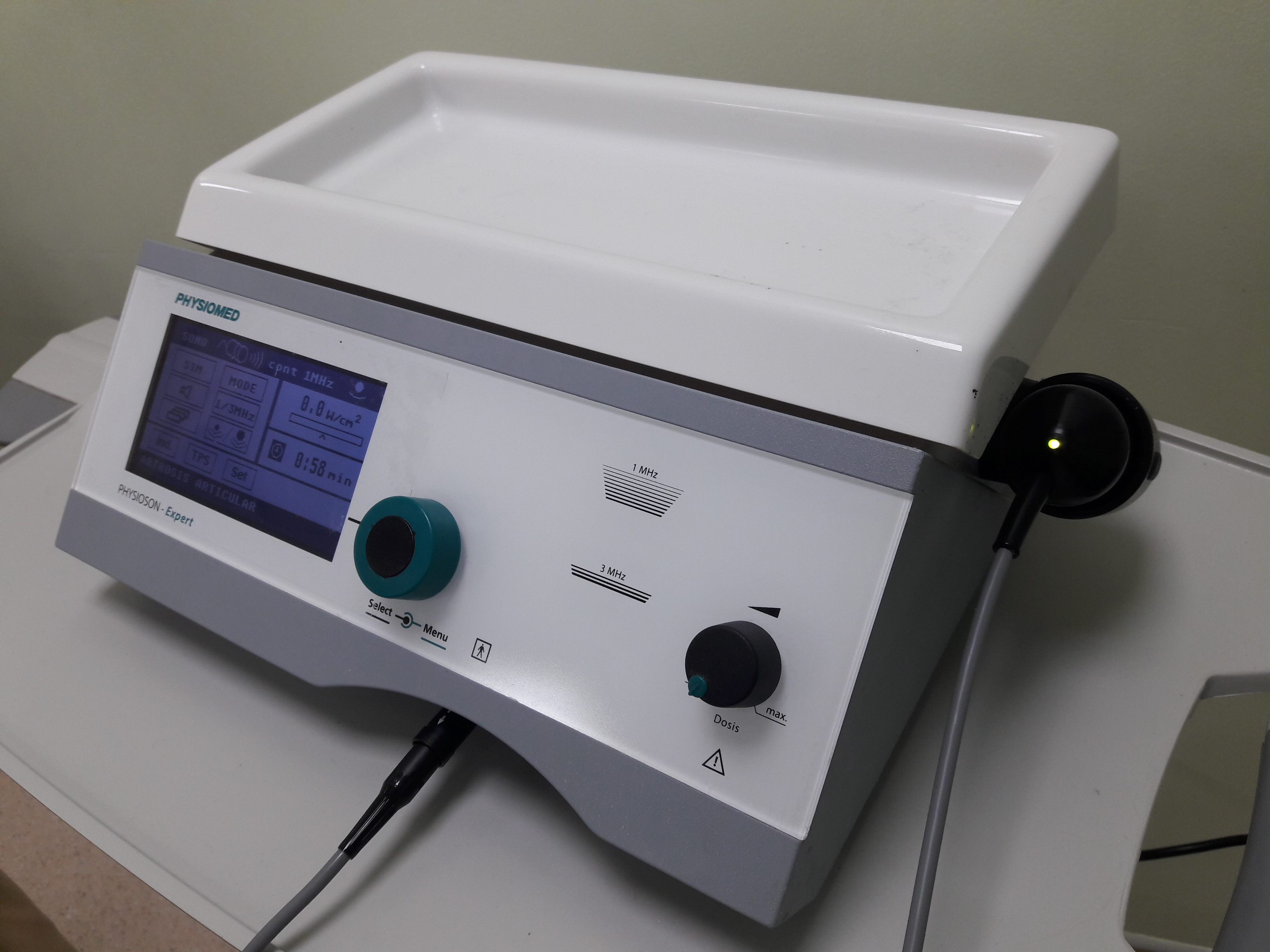
Equipo de ultrasonido

Debemos también recalcar que su uso es analgésico, de regeneración, antiinflamatorio, y su onda de rebote recoge hasta un 100% el hueso, debemos tener mucho cuidado en la aplicación de este medio, por las complicaciones que esta acarrea, con mayor preocupación en las mujeres y niños, que al igual que todos los agentes físicos en rehabilitación, puede producir mutaciones en las células del cuerpo humano( alterando las células y llegando a alterar algunos tipos de tumores), por ello es que este tipo de equipos debe ser usado exclusivamente por fisioterapeutas, para evitar todas las complicaciones que acarrea tanto a los pacientes como a los que lo aplican.

### Absorción de medicamentos
Se ha utilizado ultrasonido en varias terapias medicamentosas para mejorar la farmacodinamia en tejidos predeterminados, incluyendo la absorción transdérmica (fonoforesis), la concentración de quimioterapia en el sitio del tumor, o la disposición de drogas trombolíticas en un coágulo sanguíneo. Adicionalmente se ha aplicado para facilitar la soldadura en una fractura ósea.
Los efectos de la exposición a un ultrasonido de 1,58 megahercios sobre tejidos blandos se incrementan cuando se aplica un gradiente de presión para inducir la convección de fluidos a través del mismo. La farmacodinamia se ha medido en cerebros de equinos y músculos de aves, mostrando que el ultrasonido mejora la absorción y transporte, más aún cuando se aplica presión externa. Una teoría sobre el particular que se investiga en Cornell es que la exposición al ultrasonido del parénquima cerebral incrementa la penetración del material infundido.

### Tratamiento de litiasis
En litiasis el ultrasonido se ha utilizado para complementar la cirugía endourológica, facilitando la extracción de cálculos grandes mediante su previa desintegración. El método ha sido superado por tratamientos de onda neumática, ondas electrohidráulicas o láser pulsátil que no presentan la desventaja de los efectos térmicos del ultrasonido, considerando la potencia necesaria para lograr la desintegración.
Sin embargo, se han desarrollado equipos de ultrasonido que generan ondas de choque pulsátiles, lo que reduce notablemente la termogénesis.

### Limpieza dental
El ultrasonido se utiliza en odontología para tartrectomía, vale decir, la eliminación del sarro depositado sobre el esmalte. Este efecto se logra mediante cavitación, que permite destruir en pequeños fragmentos la capa de sales.

### Estética
Se utiliza comúnmente el ultrasonido en cirugía estética y reparadora para diferentes fines: para coadyuvar a los tratamientos de mesoterapia, en hidrolipoclasia , y como complemento en lipoescultura y lipoaspiración. 
La hidrolipoclasia ultrasónica aprovecha de los efectos de la plasmosis para hacer estallar las células hidratadas mediante ondas de choque ultrasónicas, lo que libera que se elimina metabólicamente por heces y orina. Se aplica para reducción de abdomen, papada, interior de piernas y otras zonas con exceso de tejido adiposo.
También se utiliza el ultrasonido para reducir y mejorar estéticamente cicatrices provenientes de heridas o cirugía.

### Cirugía con ultrasonido focalizado (FUS) guiada por RM
La cirugía con ultrasonido focalizado de alta intensidad guiada por RM es un procedimiento ambulatorio, no invasivo, que usa ondas ultrasónicas focalizadas para destruir un conjunto de células. Puede utilizarse en neurocirugia para tratamiento de Parkinson y temblor esencial. También es utilizado en el tratamiento de fibromas uterinos, permitiendo su destrucción sin afectar ninguno de los otros tejidos alrededor del fibroma.